# Bernhard von Gélieu (General, 1864)
Frédéric Henri-Louis Bernard von Gélieu (* 24. Mai 1864 in Berlin; † 16. Oktober 1926) war ein preußischer Generalmajor.

## Leben

### Herkunft
Bernard war der älteste Sohn des gleichnamigen preußischen Generals der Infanterie Bernard von Gélieu und dessen Ehefrau Hedwig, geborene von Wittken (1838–1924). Seine ältere Schwester Sophie-Charlotte (1861–1944) war mit dem preußischen General der Infanterie August von Seebeck (1834–1914) verheiratet. Daneben hatte er noch einen jüngeren Bruder und eine Schwester. Sein Großvater mütterlicherseits war der General George von Wittken (1852–1934).

### Militärkarriere
Nach dem Besuch des Kadettenkorps wurde Gélieu am 14. April 1883 als charakterisierter Fähnrich dem Kaiser Alexander Garde-Grenadier-Regiment Nr. 1 der Preußischen Armee überwiesen. Er avancierte bis Mitte September 1884 zum Sekondeleutnant und war von Mitte März 1890 bis Mitte Februar 1892 Adjutant des II. Bataillons. Nach einer anschließenden kurzen Verwendung im 6. Rheinischen Infanterie-Regiment Nr. 68 wurde Gélieu am 24. Februar 1892 in das Garde-Schützen-Bataillon versetzt. Bis Ende Mai 1898 stieg er zum überzähligen Hauptmann auf und war ab September 1898 als Chef der 2. Kompanie tätig, mit der er 1900 im Schießen das Kaiserabzeichen errang. Unter Enthebung von seiner Stellung trat er Ende November 1908 zum Bataillonsstab über. Am 29. Mai 1909 erhielt Gélieu den Charakter als Major und am 19. September 1909 das Patent zu diesem Dienstgrad. Vom 20. Februar 1912 bis zum 7. Juli 1913 folgte eine Verwendung als Kommandeur des I. Bataillons im Leibgarde-Infanterie-Regiment (1. Großherzoglich Hessisches) Nr. 115 in Darmstadt. Anschließend wurde Gélieu unter Ernennung zum Kommandeur in das Garde-Schützen-Bataillon rückversetzt.
In dieser Eigenschaft führte Gélieu seinen Verband bei Ausbruch des Ersten Weltkriegs in das neutrale Belgien und wurde zunächst zum Bahnschutz eingesetzt. Mitte August nahm es an den Kämpfen um Dinant teil und wirkte Ende des Monats in den Schlachten bei Mons  sowie St. Quentin. Daran schlossen sich Gefechte bei Soissons und am Petit Morin an, in deren Verlauf Gélieu leicht am Kopf verwundet wurde. Anschließend ging sein Bataillon in der Champagne in den Stellungskrieg über. Gélieu erhielt am 14. Dezember 1914 das Eiserne Kreuz I.Klasse. Am Heiligen Abend erfolgte unter Beförderung zum Oberstleutnant seine Ernennung zum Kommandeur des Reserve-Infanterie-Regiments Nr. 87, das ebenfalls in Stellungskämpfen in der Champagne lag. Vom 11. August 1915 bis zum 22. Januar 1916 war Gélieu Kommandant der Munitionsverwaltung der Etappe der 5. Armee. Anschließend zu den Offizieren von der Armee versetzt, erhielt er am 6. Februar 1916 das Kommando über das 5. Westpreußische Infanterie-Regiment Nr. 148 an der Ostfront. Für sein Wirken während der Stellungskämpfe vor Jakobstadt zeichnete man ihn am 11. September 1916 mit dem Ritterkreuz des Königlichen Hausordens von Hohenzollern mit Schwertern aus. Ende Oktober 1916 verlegte er mit seinem Regiment auf den Rumänischen Kriegsschauplatz und beteiligte sich u. a. an der Schlacht am Argesch sowie der Einnahme von Bukarest. Anfang Februar 1917 kehrte das Regiment an die Westfront zurück, lag dort zunächst vor Verdun und kämpfte im Mai an der Aisne sowie am Chemin des Dames. Während der anschließenden Stellungskämpfe in der Champagne avancierte Gélieu Mitte Oktober 1917 zum Oberst und fungierte bis Juli 1918 zugleich mehrfach als Führer der übergeordneten 74. Infanterie-Brigade. Am 25. Juli 1918 wurde er erneut zu den Offizieren von der Armee versetzt und am 8. August 1918 zum Kommandanten von Lüttich ernannt.

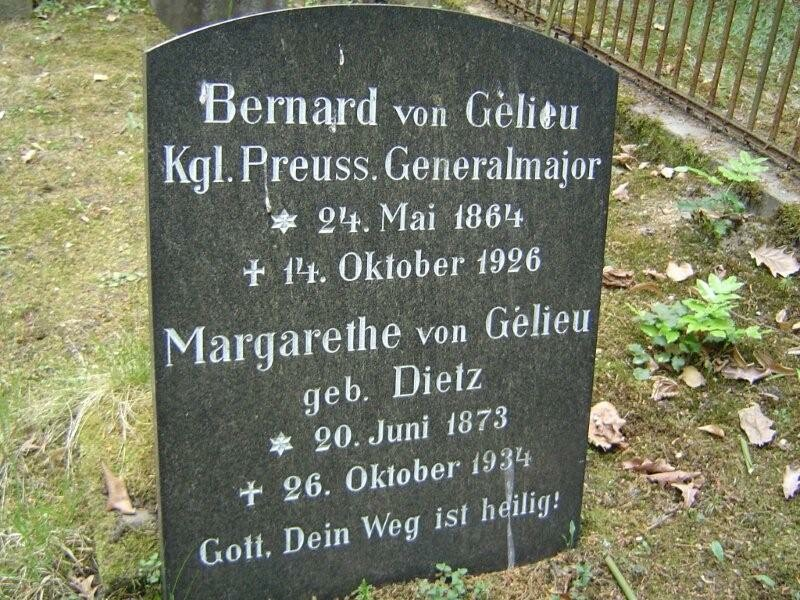
Grabstein der Eheleute von Gélieu auf dem Neuen Friedhof in Potsdam

Nach Kriegsende erfolgte am 16. November 1918 seine Rückversetzung zum Garde-Schützen-Bataillon und am 14. März 1919 nahm er seinen Abschied mit Pension. Nach seiner Verabschiedung lebte Gélieu zuletzt in Hönow bei Berlin und erhielt am 18. November 1920 den Charakter als Generalmajor. Er war Rechtsritter des Johanniterordens. Er wurde auf dem Neuen Friedhof in Potsdam beigesetzt.

### Familie
Gélieu hatte sich am 16. Oktober 1891 in Berlin mit Margarethe Dietz (* 1873) verheiratet. Aus der Ehe gingen der Sohn Friedrich Bernhard (* 1897 † 1945) und die Tochter Alice vh. Dotti (* 1899 † 1978) hervor.